# Queen II
Queen II es el segundo álbum de estudio de la banda de rock Queen, lanzado al mercado el 8 de marzo de 1974 por EMI Records en el Reino Unido y por Elektra Records en los Estados Unidos. Fue grabado en los estudios Trident, Londres en agosto de 1973, coproducido por Roy Thomas Baker y Robin Geoffrey Cable.
Originalmente producido en formato de Long Play en vinilo, se lanzó por primera vez en 1974. La terminación del álbum coincidió con la crisis del petróleo de 1973 y por lo tanto, las medidas de ahorro de energía influyeron en el retraso del lanzamiento del disco por varios meses debido a que la industria del plástico depende en gran parte de derivados del petróleo. Debido a esto, la calidad del plástico de vinilo qué se podía obtener era de baja calidad, razón por la cual el disco se escuchaba en su momento con un sonido un poco pobre, el cual fue algo arreglado en el Remasterizado de 2011.
Se grabó en los Trident Studios, en Londres en agosto de 1973, y fue dirigido por Mike Stone. La canción más larga del álbum es The March of the Black Queen y las más corta es Procession.
El título de la obra denota con números romanos su posterioridad al primer álbum del grupo de título homónimo.

## Portada del álbum
Queen II. La fotografía del álbum fue tomada por Mick Rock y fue reutilizada por la banda a través de su carrera; por ejemplo en el vídeo de la canción "Bohemian Rhapsody" , "One Vision" y "I Want to Break free".

## Canciones
La música de Queen II se ha atribuido a varios géneros, incluyendo art rock, hard rock, glam rock, heavy metal. El periodista musical y autor Jerry Ewing describió el álbum como mostrando una "tendencia progresiva al rock artístico".  Daniel Ross de The Quietus lo describió como "la intersección exacta" entre los "comienzos oscuros y metálicos" de la banda y "la encarnación de la perfección pop absoluta de Queen, pantalones de cuero y pastiches de Formby".
Los dos lados del LP original fueron nombrados como “lado blanco" y "lado negro" (en vez de los comunes lados “A” y “B”), con las fotos correspondientes de la banda vestida de blanco o en negro según el lado del LP. También es de notarse que en el "lado A" se presenta la canción  "White Queen (As It Began)", y en el "lado B" "The March of the Black Queen".

## Interpretación
Como en su álbum debut, Freddie Mercury fue el compositor dominante. Él compuso y arregló el "lado negro" del disco, tocó el piano y el clave (excepto en "Father to son", donde toca Brian May). y una amplia gama de voces distintas. El "lado blanco" es muy diverso: cuatro canciones fueron compuestas por Brian May: una es instrumental ("Procession"), las siguientes son cantadas por Mercury ("Father To Son" y "White Queen"), la siguiente es cantada por May ("Some Day One Day") y la última es cantada por Roger Taylor. John Deacon tocó la guitarra acústica y el bajo en todo el disco, excepto en las canciones "White Queen" y "Some Day One Day" que fueron realizadas por May con una guitarra Hairfred que él había tenido desde su niñez.

## Lanzamiento y recepción del público
En Mojo ha sido catalogado como uno de los 60 mejores álbumes de Elektra, estando en el puesto n.º 60. Además este álbum ha sido incluido en el libro 1001 Albums You Must Hear Before You Die.
"Considerando el abuso que hemos tenido últimamente, me sorprende que el nuevo álbum se haya hecho tan bien. Supongo que es básicamente que a la audiencia le gusta la banda... Tuvimos tantos problemas en ese álbum, posiblemente demasiados, pero cuando lo terminamos nos sentimos realmente satisfechos. De inmediato tuvimos malas críticas, entonces me fui a la casa a escucharlo de nuevo y pensé: «¿Dios, estarán ellos en lo cierto?». Pero después de escucharlo algunas semanas después aún me gustaba. Yo creo que es bueno. Y seguiremos ese estilo."
– Roger Taylor ante las críticas de Queen II

## Reedición de 2011
El 8 de noviembre de 2010, la compañía discográfica Universal Music anunció una reedición remasterizada y ampliada del conjunto de disco para el lanzamiento en mayo de 2011. Esto fue como parte de un nuevo contrato entre Queen y Universal Music, lo que significaba la asociación de Queen con EMI Records vendría a un final después de casi 40 años. Todos los álbumes de estudio de Queen fueron remasterizados y reeditados en 2011.

## Lista de canciones
Todas las canciones son cantadas por Freddie Mercury excepto "Some Day One Day" (cantada Por Brian May) y "The Loser in the End" (por Roger Taylor) y todas las canciones del lado negro están escritas por Freddie.
| Lado Blanco |                             |              |          |  |
| N.º         | Título                      | Escritor(es) | Duración |  |
| 1.          | «Procession»                | Brian May    | 1:12     |  |
| 2.          | «Father to Son»             | May          | 6:15     |  |
| 3.          | «White Queen (As It Began)» | May          | 4:37     |  |
| 4.          | «Some Day One Day»          | May          | 4:23     |  |
| 5.          | «The Loser in the End»      | Roger Taylor | 4:04     |  |

| Lado Negro |                                    |                 |          |  |
| N.º        | Título                             | Escritor(es)    | Duración |  |
| 1.         | «Ogre Battle»                      | Freddie Mercury | 4:11     |  |
| 2.         | «The Fairy Feller's Master-Stroke» | Mercury         | 2:42     |  |
| 3.         | «Nevermore»                        | Mercury         | 1:20     |  |
| 4.         | «The March of the Black Queen»     | Mercury         | 6:34     |  |
| 5.         | «Funny How Love Is»                | Mercury         | 2:51     |  |
| 6.         | «Seven Seas Of Rhye»               | Mercury         | 2:50     |  |

| Bonus tracks lanzados en 1991 por Hollywood Records |                                                                  |                 |          |  |
| N.º                                                 | Título                                                           | Escritor(es)    | Duración |  |
| 1.                                                  | «"See What A Fool I've Been"» ((May) - original B-side)          | Brian May       | 4:31     |  |
| 2.                                                  | «"Ogre Battle"» (('1991 Bonus Remix' por Nicholas Sansano))      | Freddie Mercury | 4:11     |  |
| 3.                                                  | «"Seven Seas Of Rhye"» (('1991 Bonus Remix' por Freddy Bastone)) | Mercury         | 2:50     |  |

| Disc 2: Bonus EP (2011 Universal Music reissue) |                                                            |                 |          |  |
| N.º                                             | Título                                                     | Escritor(es)    | Duración |  |
| 1.                                              | «See What A Fool I've Been» (Live BBC Session)             | Brian May       | 4:22     |  |
| 2.                                              | «White Queen (As It Began)» (Live at Hammersmth Odeon '75) | May             | 5:32     |  |
| 3.                                              | «Seven Seas of Rhye» (Instrumental Mix 2011)               | Freddie Mercury | 3:09     |  |
| 4.                                              | «Nevermore» (Live BBC Session)                             | Mercury         | 1:27     |  |
| 5.                                              | «See What A Fool I've Been» (B-Side)                       | May             | 4:31     |  |

## Posiciones
|                | Posiciones     | Posiciones | Ventas        | Ventas  |
| País           | Mejor posición | Semanas    | Certificación | Ventas  |
| -------------- | -------------- | ---------- | ------------- | ------- |
| Reino Unido    | 5              | 29         | Oro           | 350.000 |
| Noruega        | 19             |            |               |         |
| Japón          | 26             |            |               |         |
| Estados Unidos | 49             | 13         | Oro           | 700.000 |

## Miembros
| - Freddie Mercury: vocalista, piano, Clave, Órgano. - Brian May: guitarra, Campanas en "The March of the Black Queen", Vocalista en "Some Day One Day", voz de fondo y piano en "Father to Son". - Roger Taylor: Batería, gong, marimba, coros, vocalista en "The Loser in the End". - John Deacon: bajo, guitarra acústica. | - Roy Thomas Baker: castañuelas en "The Fairy Feller's Master-Stroke". - Robin Cable: efectos de Piano (con Freddie Mercury) en "Nevermore". |